# Кухиња старог Египта
Кухиња древног Египта обухвата период од преко три хиљаде година, али је и даље задржала многе доследне особине све до дубоко у грчко-римско доба. Основне намирнице и сиромашних и богатих Египћана биле су хлеб и пиво, често праћени луком, другим поврћем, а у мањој мери месом, дивљачи и рибом. 

## Оброци
Прикази гозби могу се наћи на сликама из Старог и Новог краљевства. Обично су почињале негде поподне. Мушкарци и жене били су раздвојени уколико нису венчани. Седишта су се разликовала према социјалном статусу, а они са највишим статусом седели су на фотељама, они нешто нижег ранга седели су на столицама, а они најнижег ранга седели су на поду. Пре служења јела, обезбеђивале су се посуде са ароматичним састојцима, а масноће са мирисом цвећа су се палиле како би шириле пријатне мирисе или одбијале инсекте, зависно од врсте.
Цветови локвања и огрлице од цвећа су дељени а професионални плесачи (првенствено жене) забављали су госте, у пратњи музичара са харфама, лаутама, бубњевима, даирама и удараљкама. Обично су служене значајне количине алкохола и обилне количине хране; било је целих печених волова, патки, гусака, голубова, а понекад и риба. Јела су се често састојала од варива са великим количинама хлеба, свежег поврћа и воћа. Као слаткиши су служени колачи печени са датулама и заслађени медом. Богиња Хатор је често призивана током гозби.

Храна се могла припремити динстањем, печењем, кувањем, роштиљањем или пржењем. Зачини и зачинско биље су додавани због укуса, мада су први били скупи увоз и стога ограничени на трпезе богатих. Храна као што је месо углавном се конзервирала сољењем, а датуле и суво грожђе се могло сушити ради дуготрајног складиштења. Основне намирнице - хлеб и пиво - обично су се припремале на истом месту, јер се квасац који се користио за хлеб користио и за врење пива. Припремале су се или у специјалним пекарама, или чешће, код куће, а сваки вишак се продавао.
| M29 |

## Хлеб
Египатски хлеб се правио готово искључиво од емер пшенице, коју је теже претворити у брашно од већине других сорти пшенице. Плева се не уклања вршидбом, већ долази у класовима које је требало уклонити влажењем и лупањем тучком да би се избегло дробљење зрна изнутра. Затим се сушило на сунцу, вејало и просејавало и на крају млело на праисторијском млину који се састојао од два камена, који је функционисао померањем жрвња напред-назад, уместо ротације.
Технике печења су се временом разликовале. У Старом краљевству тешки калупи за грнчарију пунили су се тестом и затим стављали у жар да се пеку. Током Средњег краљевства високи чуњеви су се користили на четвртастим огњиштима. У Новом Краљевству је коришћена нова врста велике глинене пећи отвореног врха, цилиндричног облика, која је била омотана густом опеком од блата и малтера.
Тесто се затим ударало по загрејаном унутрашњем зиду и ољуштило по завршетку. Гробнице из Новог краљевства приказују слике хлеба у много различитих облика и величина. Векне у облику људских фигура, риба, разних животиња и лепеза, као и различите текстуре теста. Ароме које су се користиле за хлеб укључивале су семе коријандера и датуле, али није познато да ли су их сиромашни икада користили.
Осим емер пшенице, јечам се узгајао за производњу хлеба, а користио се и за производњу пива, а такође и семе и корење локвања и тигров орах (Cyperus esculentus). Песак од камена млина који се користио за млевење брашна, помешан са хлебом, био је главни извор каријеса због хабања које је производио на глеђи зуба. За оне који су то могли да приуште постојали су и фини десертни хлеб и колачи печени од висококвалитетног брашна.

## Пиво
У Египту је пиво било примарни извор исхране и конзумирало се свакодневно. Пиво је било толико важан део египатске исхране да се чак користило и као валута. Као и већина модерних афричких пива, али за разлику од европског, било је врло мутно са пуно чврсте материје и изузетно хранљиво, подсећајући прилично на кашу. Било је важан извор протеина, минерала и витамина и било је толико вредно да су се посуде пива често користиле као мере вредности и користиле су се и у медицини. О одређеним врстама пива мало се зна, али помиње се, на пример, слатко пиво, али без помињања било каквих конкретних детаља.
Сферне посуде са уским вратом које су коришћене за чување ферментисаних пива пре-династијских времена откривене су код Хиераконполиса и Абидоса са остатком емер пшенице, које показује знаке благог загревања одоздо. Археолошки докази показују да је пиво прављено прво печењем „пивског хлеба“, врсте квасног, лагано печеног хлеба што није убијало квасце, а који је затим уситњен преко сита, испран водом у каци и затим препуштен врењу. Овај „пивски хлеб“ веома личи на боузу која се и данас конзумира у Египту. Постоје тврдње да су коришћени датуле или слад, али докази нису конкретни.
Микроскопија остатака пива указује на другачији начин кувања где хлеб није коришћен као састојак. Једна количина жита је проклијала и произвела ензиме. Други део је куван у води, распршујући скроб, а затим су две смеше помешане. Ензими су почели да троше скроб да би произвели шећер. Добијена смеша је затим просејана да се уклони плева, а затим је додат квасац (и вероватно млечна киселина) да би започео процес ферментације који је производио алкохол. Ова метода припреме пива и даље се користи у деловима неиндустријализоване Африке. Већина пива је направљена од јечма и само нешто од емер пшенице, али до сада нису пронађени докази о ароматизацији.

## Воће и поврће
Поврће се јело као додатак пиву и хлебу; најчешћи су били зелени млади лук и бели лук, али оба су такође имала медицинску употребу. Било је ту и зелене салате, целера (јео се сиров или се користио за ароматизирање чорби), одређених врста краставаца и, можда, неких врста тикава из старог света, па чак и диње. Од грчко-римског доба постојала је бела репа, али није сигурно да ли је била доступна пре тог периода. Разни кртоле шаша, укључујући и папирус, јеле су се сирове, куване, пржене или млевене у брашно и биле су богате хранљивим састојцима.
Од тигровог ораха (Cyperus esculentus) се правио десерт од осушених и млевених кртола помешаних са медом. Локвањи и сличне цветне водене биљке могле су се јести сирове или претворити у брашно, а јестиви су и корен и стабљика. Бројне махунарке попут грашка, пасуља, сочива и леблебија биле су витални извори протеина. Ископавања радничког села у Гизи открила су посуде од глине увезене са Блиског истока, које су коришћене за складиштење и транспорт маслиновог уља већ у 4. династији.
Најчешће воће су биле урме, а ту су биле и смокве, грожђе (и суво грожђе), орашасти плодови палми (јели се сирови или намочени да би се створио сок), одређене врсте биљке Mimusops и набк бобице (јујуба или други припадници рода Ziziphus). Смокве су биле честе јер су имале пуно шећера и протеина. Урме су се или сушиле/дехидрирале или су се јеле свеже. Датуле су се понекад користиле за ферментацију вина, а сиромашни би их користили као заслађивач. За разлику од поврћа које се гајило током целе године, воће је било сезонског карактера. Нар и грожђе уносили су се у гробнице покојника.

## Месо, живина и риба
Месо је долазило од припитомљених животиња, дивљачи и живине. То је могло укључивати јаребице, препелице, голубове, патке и гуске. Пилетина је највероватније стигла око 5. до 4. века пре нове ере, иако заправо нису пронађене пилеће кости које датирају од пре грчко-римског периода. Најважније животиње биле су говеда, овце, козе и свиње (раније се сматрало да их је било табу јести јер су египатски свештеници свињу упућивали на злог бога Сета).
Грчки историчар Херодот из 5. века пре нове ере тврдио је да су Египћани били уздржани од конзумирања крава јер су биле свете у вези са Изисом. Жртвовали су мушке волове, али их нису јели и ритуално их сахрањивали. Међутим, ископавања у радничком селу у Гизи открила су доказе о масовном клању волова, оваца и свиња, тако да истраживачи процењују да се радна снага која је градила Велику пирамиду свакодневно хранила говедином.
Овчетина и свињетина су били чешћи, упркос Херодотовим тврдњама да су Египћани сматрали да су свиње нечисте и да их треба избегавати. Живина, и дивља и домаћа, и риба, била је доступна свима, осим онима којима је највише недостајало. Алтернативни извори протеина радије су биле махунарке, јаја, сир и аминокиселине доступне у тандемским основним производима хлеба и пива. Јели су се и мишеви и јежеви, а уобичајени начин за њихово кување био је уметање јежа у глину и печење. Када се глина поломи и уклони, са собом покупи бодље.
Гушчију паштету (foie gras), познату посластицу у којој се и данас ужива, измислили су стари Египћани. Техника кљукања, набијања хране у уста домаћих патака и гусака датира још од 2500. године пре нове ере, када су Египћани почели да држе птице за храну.
Књига рецепата из 14. века, преведена и објављена 2017. године наводи 10 рецепата за врапце које су јели због афродизијачких својстава.